# 荷蘭街
荷蘭街（英語：Holland Street）是香港一條街道，位於香港島堅尼地城，為一條單線南北走向的行車街道，連接卑路乍街及堅彌地城海旁。整條車路以三線單向行車，只能由卑路乍街右轉進入，並右轉進入堅彌地城海旁東行線離開。

## 命名
以歐洲國家荷蘭命名。

## 沿途地標
- 卑路乍灣公園
- 西環街坊福利會
- 新堅尼地城游泳池

## 鄰近街道
- 山市街
- 西祥街